# Francesc Badia Plasencia

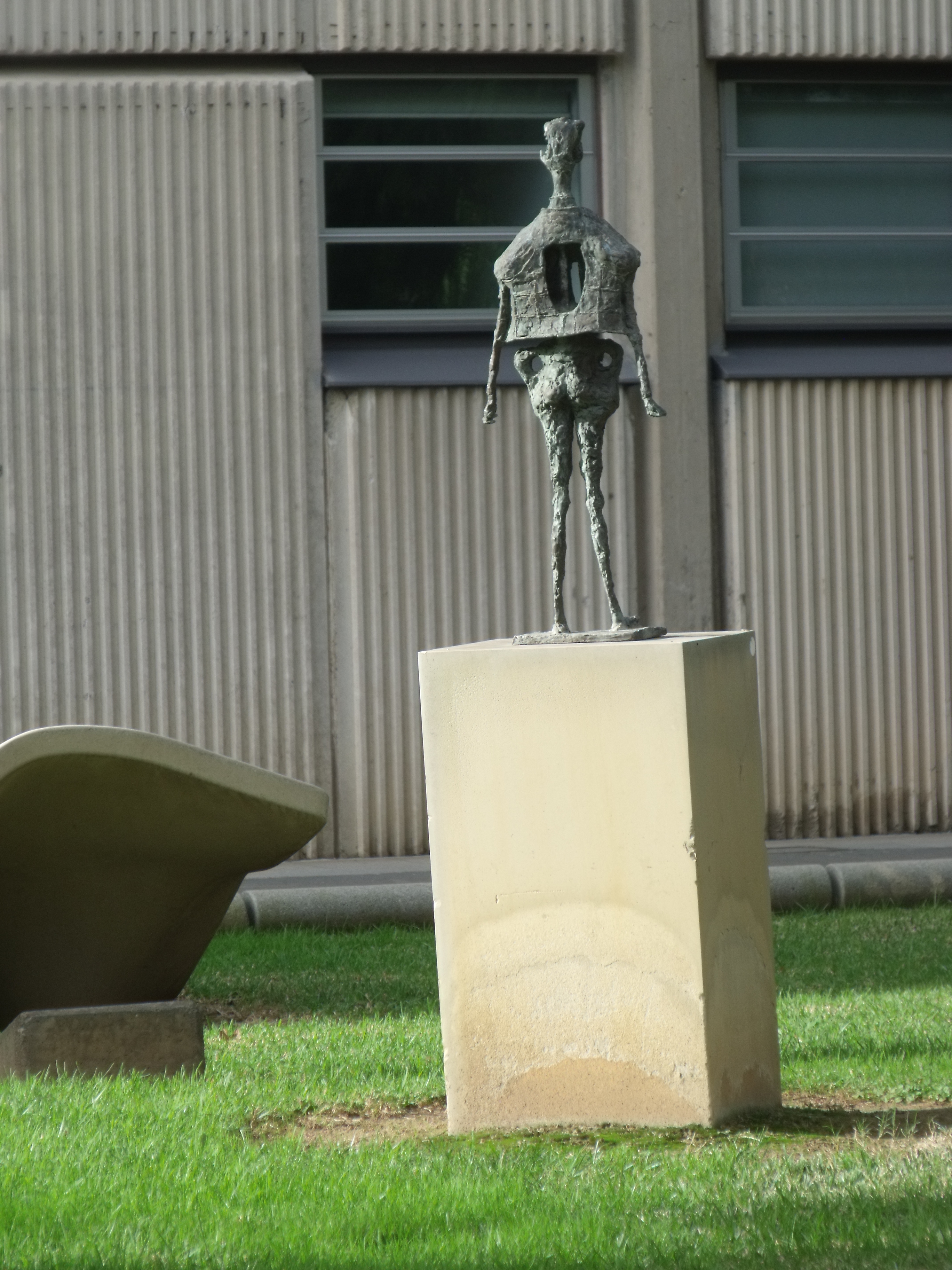
Escultura de Badia al Campus de Vera (Universitat Politècnica de València).

Francesc Badia Plasencia (Foios, 1906 – Santa Eulàlia des Riu, 2000) va ser un escultor valencià, amb una àmplia obra en bronze petit, escaiola, terracota i fusta.
Nascut a Foios, Francesc Badia Plasencia va estudiar en l'Acadèmia de Belles arts de Sant Carles, on arribaria a prendre contacte amb Josep Renau, Rafael Pérez Contel i els germans Arturo i Vicente Ballester Marco. En aquesta línia avantguardista va militar en el partit comunistes, en «Acció d'Art» i en la Unió d'Artistes i Intel·lectuals, treballant com a cartellista de la Segona República Espanyola durant la Guerra Civil en el seu taller instal·lat en el convent de Sant Gregori de Russafa.
El 1939, en concloure la contesa, va ser capturat, jutjat i condemnat, romanent quatre anys a la Presó Model de València. Es va exiliar a París, on va desenvolupar en la seua obra, una síntesi d'expressionisme i estètica surrealista, en la línia d'artistes com Giacometti i Germaine Richier. La Universitat Politècnica de València va muntar en 2001 una antològica de la seua obra entre 1939 i 2000.
També té dedicada una plaça al seu poble natal, i un institut de secundària.

## Biografia
Francisco Badia Plasencia, Francesc Badia en valencià, va ser un escultor valencià nascut a Foios l'any 1906 i va morir el 2000 en Santa Eulària des Riu.

## Etapa valenciana
La influència de son pare en ell va ser clara, ja que el seu pare va ser escultor imatger. Als catorze va aprendre la tècnica de la talla, l'ebenisteria i la fusta. Va ser un alumne curiós, ja que denunciava l'antiquat sistema d'ensenyament dels seus professors, ja que els corrents estètics europeus més avançats no hi arribaven. Tenia connexió amb els grups dels inquiets, i el seu talent i esperit combatiu el van donar a conèixer de seguida. També era una persona raonable, flexible i resignada. En els principis de la seua obra delatava les influències de l'Escola de Sant Carles. Les seues primeres obres pertanyen als paràmetres mediterranistes. Prompte va seguir l'Art Nouveau, on l'art era de caràcter expressionista. Va entrar en l'avantguarda local a poc a poc i les seues obres van cridar ràpidament l'atenció. Tenia una sentida passió per la política, influència que va rebre dels llibres de caràcter revolucionari i de les xarrades amb Josep Renau. A Madrid també va tindre una estança en la qual va sorgir-li la idea de fer una exposició, que va titular Exposició: pintura, escultura i dibuix. Aquesta va ser organitzada per l'Agrupació Valencianista Republicana i va provocar discussions a favor i en contra de les novetats artístiques exposades. Va tornar a València quan s'estava proclamant la Segona República Espanyola. Va participar en les activitats del grup encapçalat per Renau, va realitzar diverses publicacions valencianes, va participar en assemblees i mítings polítics, va col·laborar amb articles en revistes populars i va signar manifests i proclames. Va ser destinat al Front d'Arganda en primera línia de foc, i més tard va ser capturat i empresonat. En aquests anys que va estar tancat, va treballar al taller d'imatgeria religiosa muntat pel grup d'artistes represaliats valencians. Gràcies a aquest fet va acurtar la seua estança a la presó. L'experiència va ser dura i traumàtica. En abandonar la presó, va treballar en la restauració d'obres destrossades durant la guerra i es va traslladar a Barcelona, El 1945 va participar en una exposició col·lectiva i un any després va exposar amb R.Bloch Rosentinel. Com que a Espanya no hi havia un ambient propici per al seu treball, es va exiliar a París.

## Exili a París
Una vegada exiliat a París amb la seua dona, els dos van iniciar un taller de ceràmica artística prop de la seua casa. Badia va freqüentar llocs com acadèmies, museus i tertúlies artístiques ampliant d'aquesta forma els coneixements artístics. L'estil artístic que més acostumava era l'expressionisme abstracte. L'obsessió de Francesc és essencialment antropològica, prescindia de tota referència sensualista de la seua etapa anterior decantant-se per una estètica brutal i tètrica. Badia fa gala de comunicar-nos trets ocults del misteri humà, les tensions de l'existència i una certa misèria atribuïda a l'ànima. En les seus figures humanes també trobem una influència kafkiana. En les seues concomitàncies estilístiques amb Alberto Giacometti i Germaine Richier recolzen una base filosòfica de segell existencialista elevant-la  a la categoria de mite. El talent de síntesi de Francesc transmet una sensació d'irrealitat degut a la inclinació màgica que vincula el món fantàstic, mitològic i simbòlic amb un humor irònic i sarcàstic. Entre les obres més abstractes de Badia trobem estructures formades per fustes verticals que remeten a la massificació de la ciutat i la vida urbana. El 1955 va rebre premis i contínues invitacions per a exposar a les sales més importants de París. El 1971 va rebre un important èxit de crítica i públic, aquest any va tornar al seus país natal, més concretament a Foios (València).
L'obra de Francesc es pot definir com avantguardista i antiestètica, predominat materials com la fusta, el fang o el bronze s'identifica com un moralisme que no moralitza sinó que es limita a donar fe al seu apany de puresa.